# Sanctuaire Notre-Dame d'Ay (Saint-Romain-d'Ay)
 (mars 2018).
Le sanctuaire Notre-Dame d’Ay est un lieu de pèlerinage, situé sur l’éperon rocheux d’« Ay », dans la commune de Saint-Romain-d'Ay, département de l'Ardèche en région Rhône-Alpes.

## Localisation
Le sanctuaire est situé au sud de Saint-Romain-d'Ay à 14 kilomètres d’Annonay en bordure du territoire communal de Préaux.

## Historique

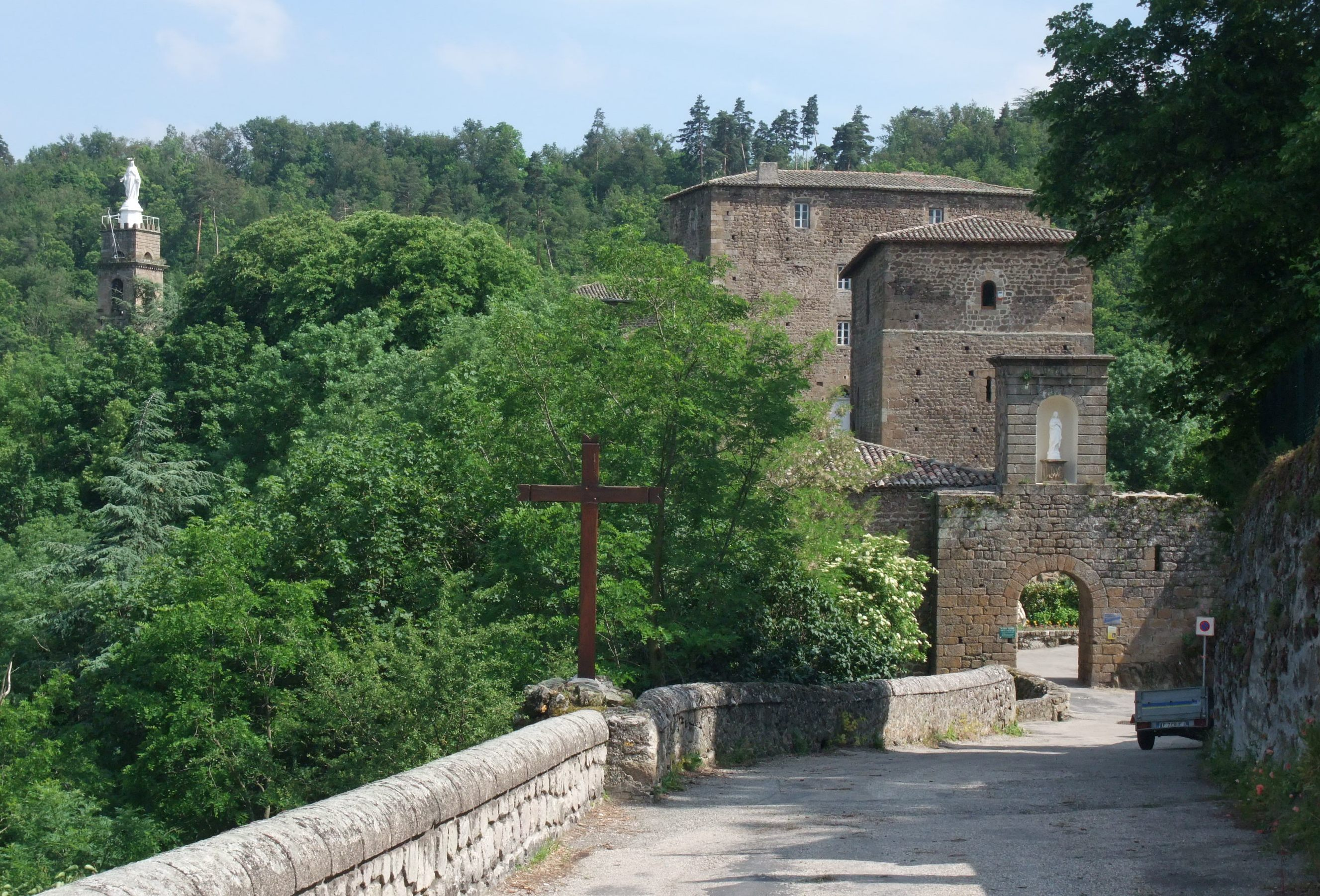
Un site religieux fortifié

Le sanctuaire daterait du Moyen Âge, en particulier de l’époque de la Troisième croisade. Il a pour origine la chapelle d’un château-fort établi sur l’éperon rocheux d’Ay qui restera propriété pendant de nombreuses décennies des comtes de Tournon. À l’intérieur y fut placée une vierge noire : la « Vierge d'Ay » appelée aussi « Notre-Dame d’Ay ».
Durant les guerres de religion le sanctuaire et la statue médiévale sont détruits. La sculpture est remplacée quelques décennies plus tard par une copie que l’on peut admirer encore aujourd’hui. C’est à partir du XVIIe siècle que des mentions écrites nous prouvent l’existence de processions et de dévotions au pied de « Notre-Dame d’Ay ».
A la Révolution de 1789, la chapelle et quelques terrains voisins ont été déclarés bien national. L’édifice a été acheté par Antoine Farigoules (1723-1797), qui a mis en en lieu sûr le mobilier, les objets sacrés et y a établi sa résidence. Il a agrandi le bâtiment initial orienté nord-sud, en l’orientant d'ouest en est et a fait construire également un clocher.
Ce bâtiment a été vendu le 19 avril 1797 au Père Joseph Laurent (1749-1809), qui s’est chargé de desservir le sanctuaire pendant douze ans, devenant chapelain spontanément, en l'absence de toute nomination épiscopale. À sa mort, la chapelle est revenue à la « fabrique paroissiale » locale, c'est-à-dire à la paroisse de Saint-Romain-d'Ay.
À proximité, en 1805, le château d'Ay est passé aux mains de Jeanne de Larochette (1768 - 1849), qui le 15 août 1831 a décidé d'entreprendre la restauration, l'agrandissement et l'embellissement de la chapelle. Les travaux se sont étalés sur trois ans : élévation des murs, création d’une voûte, construction du chœur et d’un nouveau clocher, encadrement de la grande porte par un frontispice. Les travaux achevés, la nouvelle chapelle accueille les pèlerins et le 24 mai 1835, Abbon-Pierre-François Bonnel de la Brageresse, évêque de Viviers, procède à la bénédiction du nouveau lieu de culte. Dans un même temps, il confie l’animation du pèlerinage et le sanctuaire aux pères de la Compagnie de Jésus. Le site et le pèlerinage acquièrent leur splendeur vers 1850.
Des décrets, pris les 29 et 30 mars 1880, interdisent l’enseignement aux congrégations religieuses non autorisées. La Compagnie de Jésus est particulièrement visée. Les conséquences ici sont l’expulsion du sanctuaire des pères jésuites, le 30 juin 1880, et la pose de scellés sur les portes de la chapelle. Ils resteront en place jusque dans le courant de 1883.
Le pèlerinage, qui a cessé, réapparaît. En réaction, le 3 mai 1890, à l'instigation de Bonnet, évêque de Viviers et avec l’approbation du pape Léon XIII, une vierge en fonte, de cinq mètres de hauteur, est placée sur la tour crénelée du clocher. Ce n'est que le prélude à la journée grandiose du 20 juillet suivant qui se déroule en deux temps forts : 
- le matin après une procession partant de la chapelle, une messe solennelle est célébrée entre le village et le sanctuaire sur la prairie communale de « Praperier ». Elle est présidée par Louis-Joseph-Marie-Ange Vigne, archevêque d'Avignon entouré de :
  - Mathieu Victor Balaïn, évêque de Nice, originaire de la paroisse actuelle et plus exactement de Saint-Victor, village situé à une quinzaine de kilomètres du sanctuaire ;
  - Joseph-Michel-Frédéric Bonnet, évêque de Viviers ;
  - César-Joseph Marpot, évêque de Saint-Claude ;
  - Joseph-Christian-Ernest Bourret, évêque de Rodez ;
  - Anatole de Cabrières, évêque de Montpellier ;
  - Charles Cotton, évêque de Valence.

Se joignent à eux les pères abbés des abbayes de Notre-Dame des Neiges et de Chambarand. Le nombre de 300 prêtres est avancé. Sont également présents des notabilités civiles et une foule estimée à 20 000 personnes d’après le Journal d’Annonay. La célébration se termine par la bénédiction de la statue posée sur le clocher. 
- L’après-midi, après « vêpres », Joseph-Michel-Frédéric Bonnet préside la cérémonie principale de la journée : le « couronnement » de la vierge noire. La « Vierge d'Ay » est proclamée « reine du Haut-Vivarais » !

Ce temps de partage et de prière est aussi une démonstration politique des catholiques dans une actualité nationale passionnelle…
Nouvelle alerte en 1903 : le même scénario de fermeture se déroule, mais pendant peu de temps grâce à l’intervention du propriétaire du château voisin du Plantier, Henri de Pontmartin.
- 1952-1954 : Départ de la communauté des pères jésuites appelés à d’autres missions.
- 1968 : La Vierge noire à l’Enfant est classée monument historique au titre d'objet [1] (19 juillet).
- 1982 : 
  - Le site de Notre-Dame d’Ay est inscrit sur l’inventaire des sites pittoresques du département de l'Ardèche (14 mai) [2].
  - Création de l'association « Les amis de Notre-Dame d'Ay » (novembre).

En juillet 1990, une grande fête rassemble plusieurs milliers de fidèles autour de Jean Hermil, évêque de Viviers, et de Lorenzo Antonetti, nonce apostolique en France, pour le centenaire du couronnement de « Notre-Dame d’Ay ». L’évènement est relayé par la presse locale. Dans un contexte apaisé par rapport à 1890, c’est un temps de prière et de rencontre exceptionnel pour les catholiques du « Haut-Vivarais » et même au-delà...
- 1994 : la paroisse de Saint-Romain-d'Ay, les autres paroisses catholiques du canton de Satillieu et celle de Lafarre forment l’« Ensemble Inter Paroissial de Satillieu ». Le sanctuaire est rattaché à cette structure.
- 1996 : Rénovation de l’intérieur de la chapelle.
- 2003 : Création de la paroisse « Saint-François Régis des vals d’Ay et de la Daronne », par fusion des paroisses catholiques situées sur les territoires des cantons de Satillieu et de Saint-Félicien à l’exception d’Arlebosc (1er janvier) [3]. Le sanctuaire est rattaché à cette structure.
- 2005 : fin des travaux d’aménagement destinés à accueillir des expositions culturelles.

## Infrastructures
Le sanctuaire d’Ay se compose de la chapelle dédiée à « Notre-Dame d’Ay ». À proximité se trouvent des salles d’exposition, des salles de réunion, des hébergements accueillant séjours, retraites et séminaires, ainsi qu'un accueil-boutique de souvenirs. Une esplanade et des espaces verts accueillent des célébrations et temps de prière en plein air. Des sentiers de randonnée pédestre, partant du sanctuaire, permettent d'apprécier la splendeur du panorama qu'offre le site et de visiter les environs.

## Pèlerinages
Le sanctuaire accueille des pèlerinages durant le mois de mai par communautés locales (groupes de villages) de la paroisse Saint-François-Régis (Ay et Daronne). Des rassemblements ont lieu aussi pour les principales fêtes mariales comme l’Assomption (15 août), la Nativité de la Vierge (8 septembre) et la fête de l’Immaculée-Conception (8 décembre). D’autres pèlerinages se déroulent dans l’année comme celui de la paroisse Sainte-Claire d’Annonay, de Roiffieux et de La Vocance chaque lundi de Pentecôte.
Le reste de l’année la vie du site, ouvert tous les jours, est marquée par la célébration d’une messe chaque semaine et plusieurs expositions culturelles organisées par « Les amis de Notre-Dame d’Ay ». Mais tout un chacun peut venir à Notre-Dame d’Ay pour goûter pleinement le calme et la sérénité des lieux, pour « de vraies rencontres par l’intercession de Marie ».

## Visite du sanctuaire

### Extérieur
Après avoir franchi une porte fortifiée surmontée des statues de la Vierge et de saint Joseph, « la grange », « la tour » et « la résidence » forment ce qu’il reste aujourd’hui du château d’Ay. Quelques maisonnettes restaurées forment d’autres éléments bâtis. Le tout se trouve dans un site fleuri, verdoyant, arboré et escarpé au pied duquel coule la rivière « d’Ay ». L’ensemble est agrémenté de sculptures comme « Le groupe de l’accueil : Marie, l’enfant, le malade, le pèlerin » datant de 1930 ou « Sainte Bernadette et Notre-Dame-de-Lourdes ». Deux parcours permettent d’organiser des processions ou de suivre le chemin de croix. Au nord du site se trouve le cimetière des pères jésuites ayant vécu ici. La chapelle est signalée par son clocher surmonté par la statue posée en 1890.

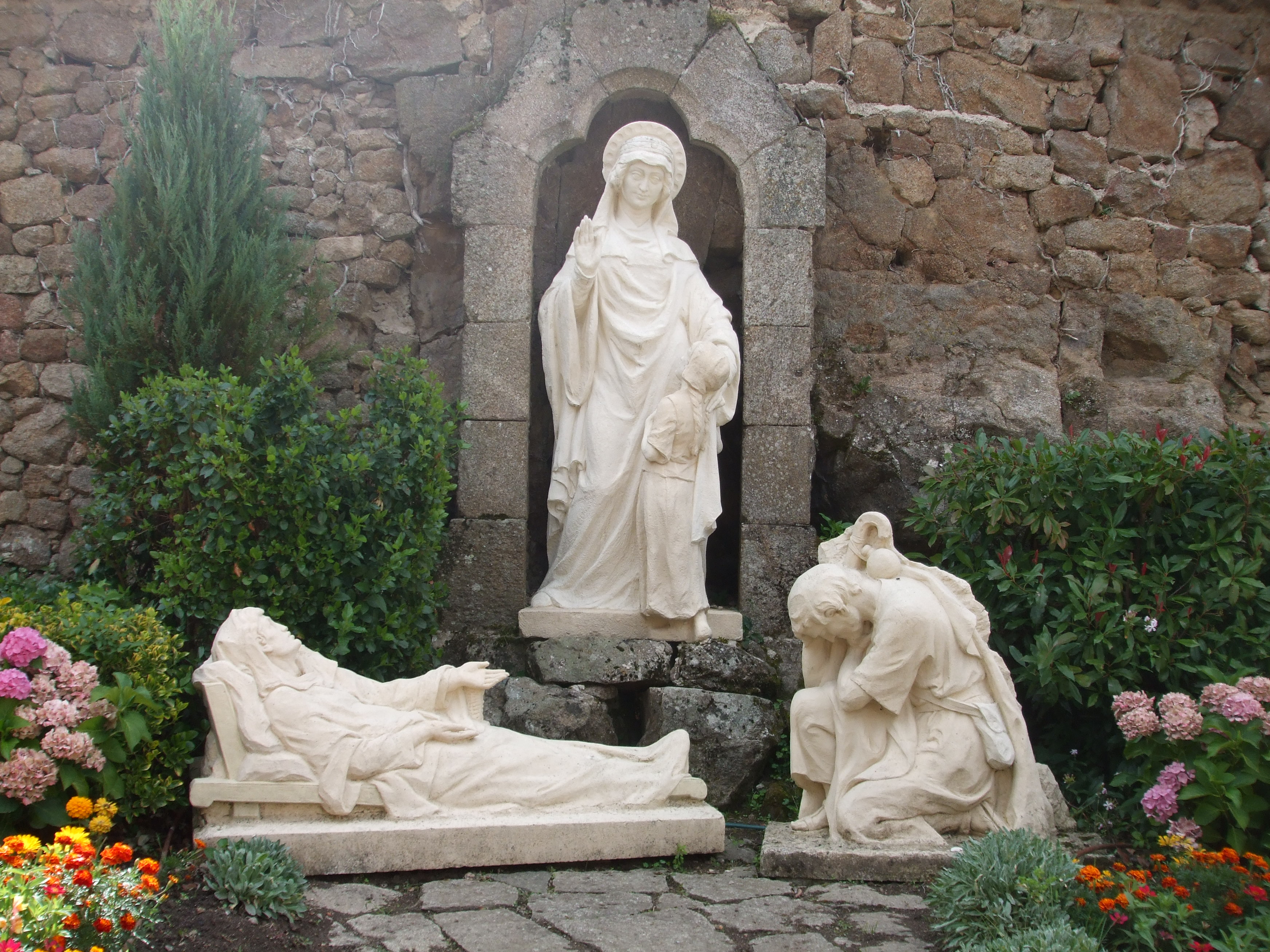
Le groupe de l’accueil : Marie, l’enfant, le malade, le pèlerin
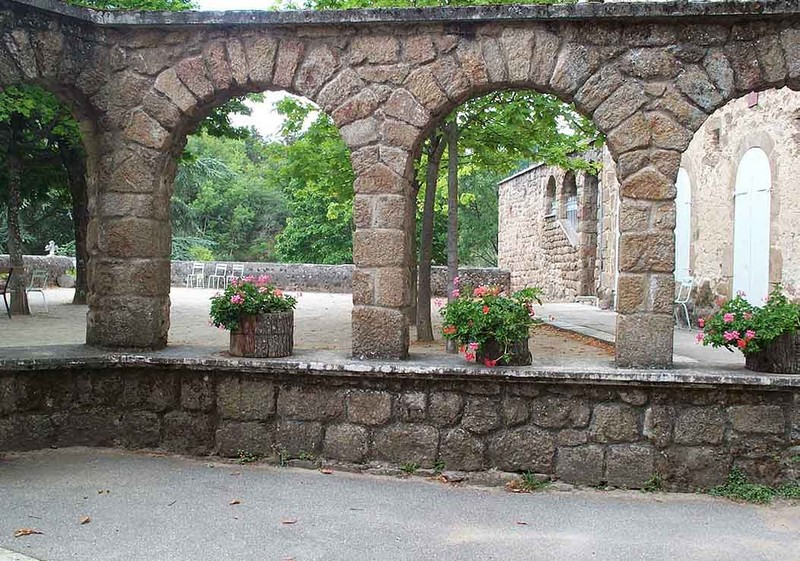
L'esplanade vue du parvis de la chapelle
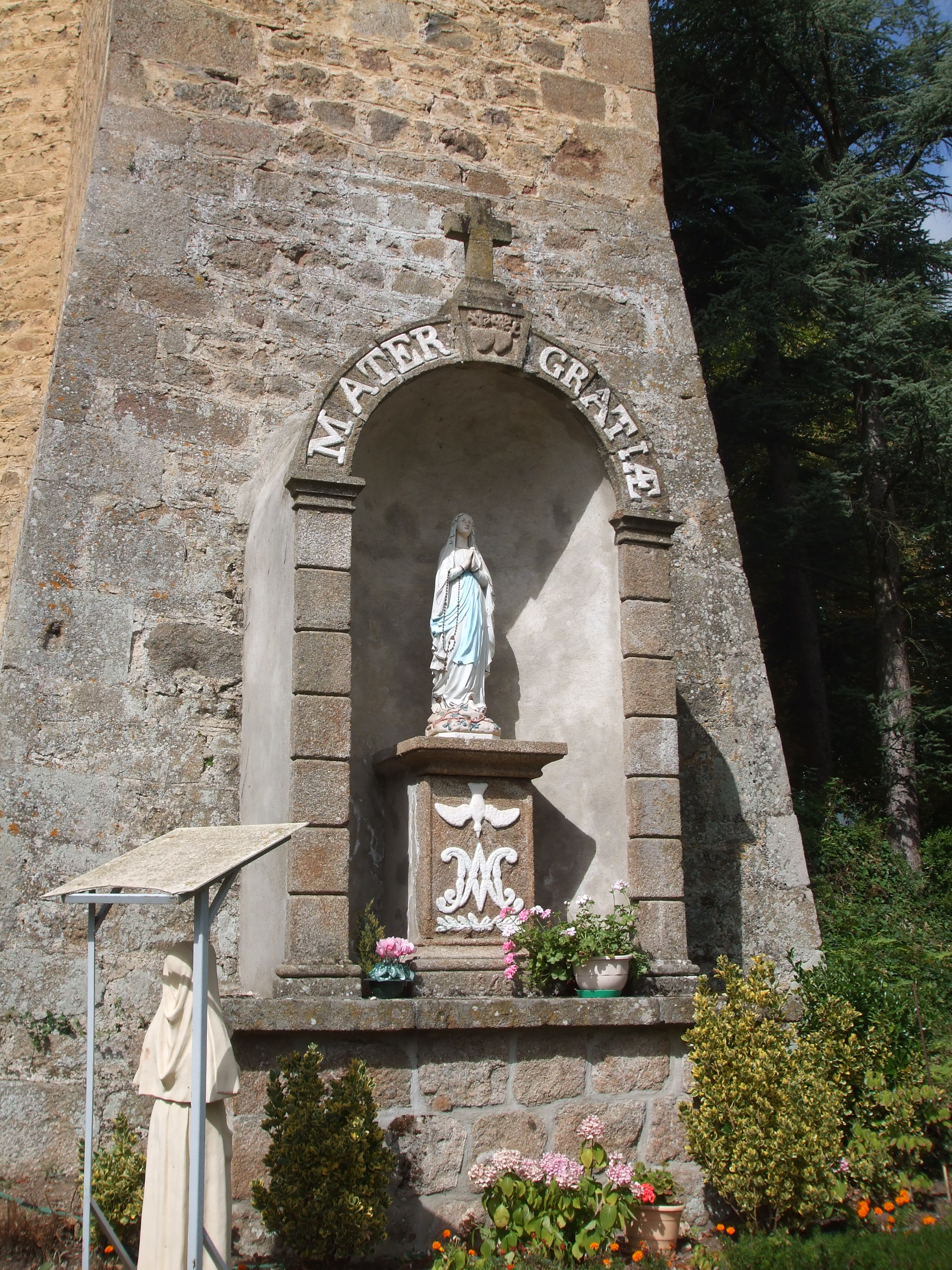
Sainte Bernadette et Notre-Dame-de-Lourdes

### La chapelle
Composée d’une seule nef avec un chœur en cul-de-four et d’une chapelle latérale le style de l’édifice rappelle l’architecture néoclassique en vogue sous la Monarchie de Juillet.

#### La nef
La nef est voutée en plein cintre. Une partie de ses murs est recouverte par des ex-voto. Les lumignons déposés par les pèlerins y apportent une note chaleureuse et une ambiance recueillie. Elle est surplombée par une croix. 

#### La chapelle de saint Joseph
Chœur de la chapelle historique, cette chapelle possède une fenêtre zénithale typique de l’architecture néoclassique. Elle comprend un autel, surmonté d’une statue de saint Joseph. Les bannières utilisées lors des processions y prennent place le reste de l’année.

#### Le chœur

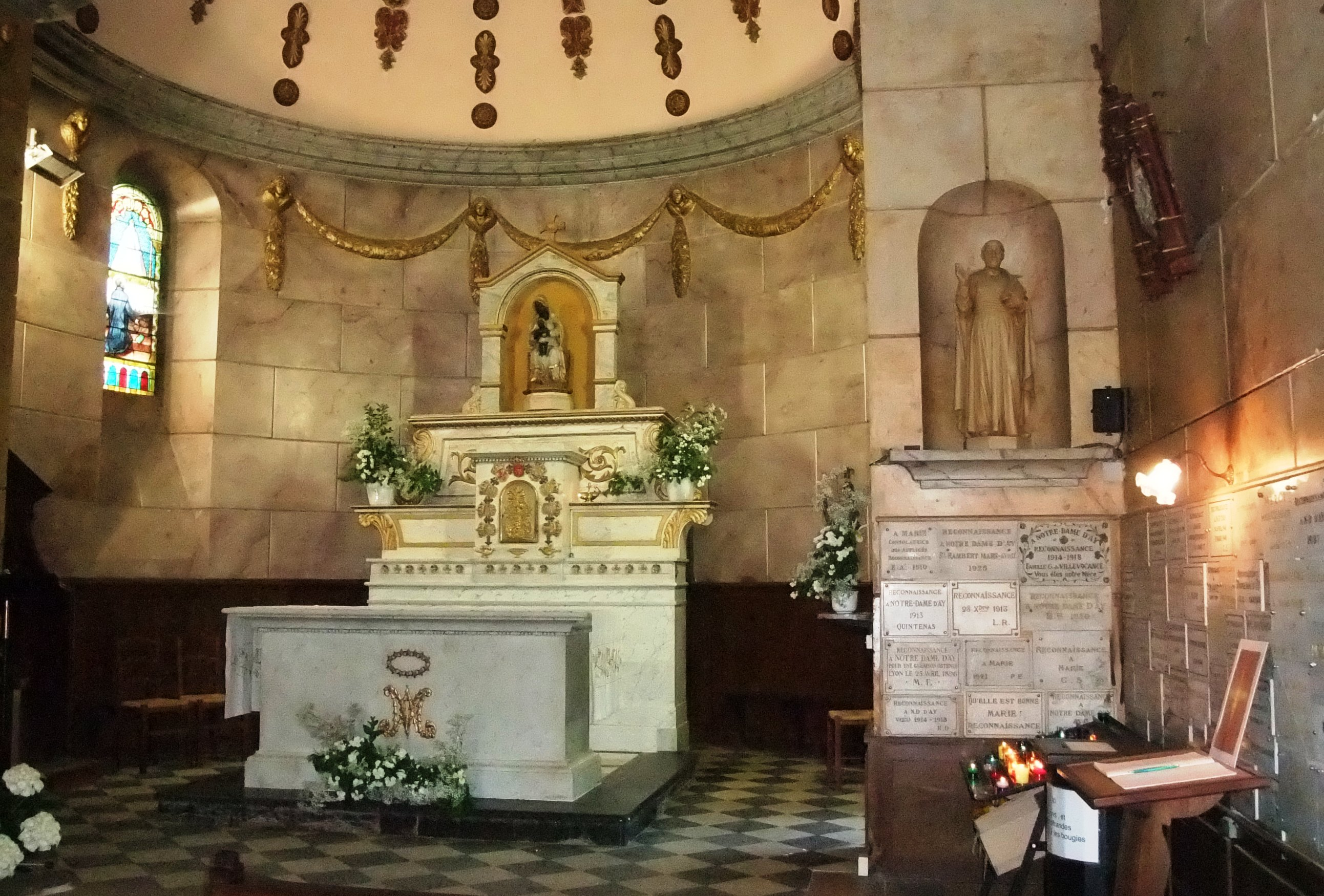
Le chœur décoré de statues entourées d'ex-votos

Plusieurs éléments aux fonctions liturgiques précises prennent place dans le chœur : 
- le siège de présidence,
- l’ambon,
- l’autel,

Ces éléments ont pris place ou ont fait l’objet de transformations à différentes époques en particulier lors de la réforme liturgique des années postconciliaires (1965-1970).
Le tabernacle inséré dans le retable est placé contre le mur du chœur.
Au-dessus prend place la statue de « Notre-Dame d’Ay » qui sera décrite dans une autre partie de cet article.

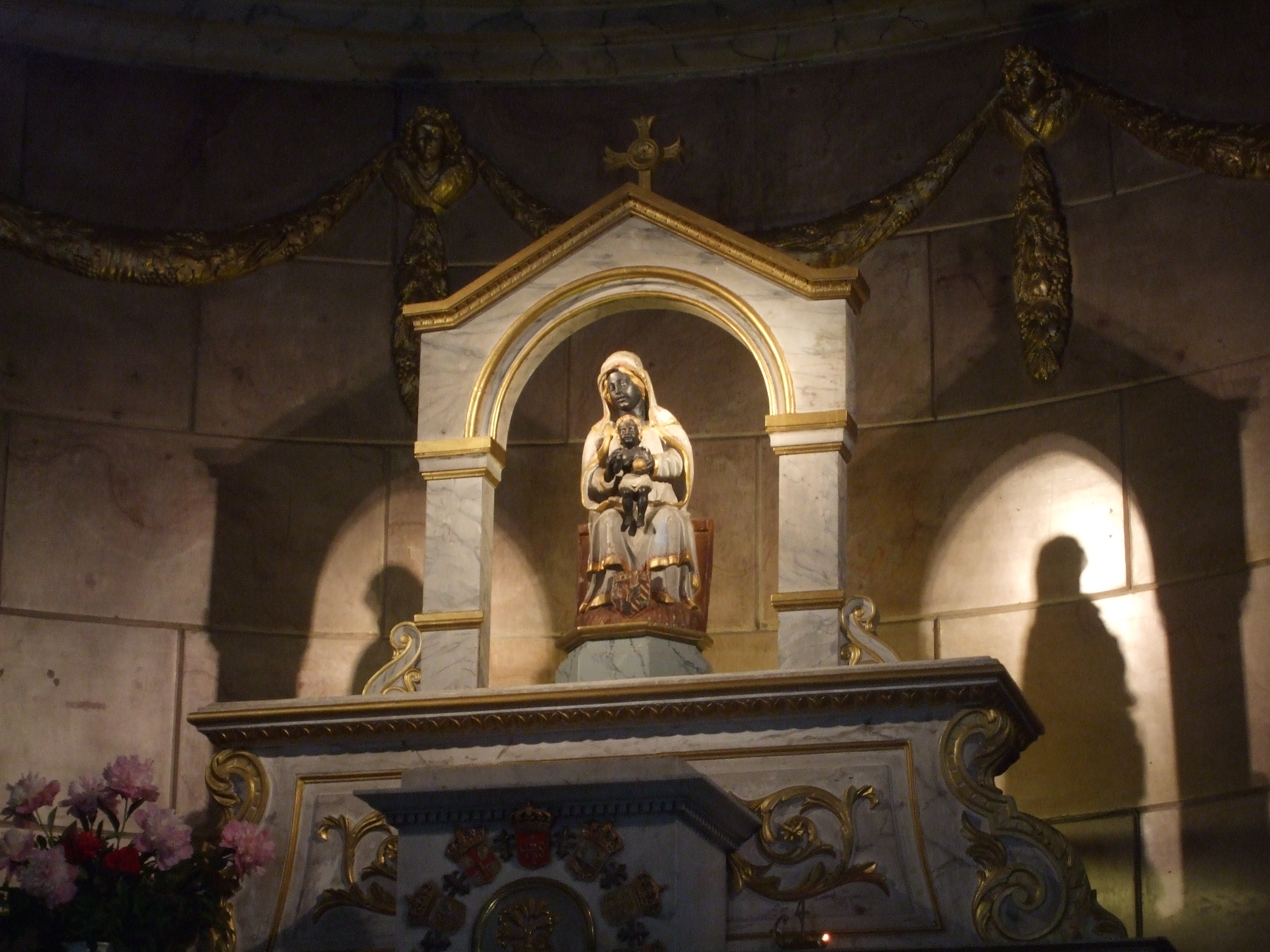
Notre-Dame d'Ay

### Sculptures

#### Statues

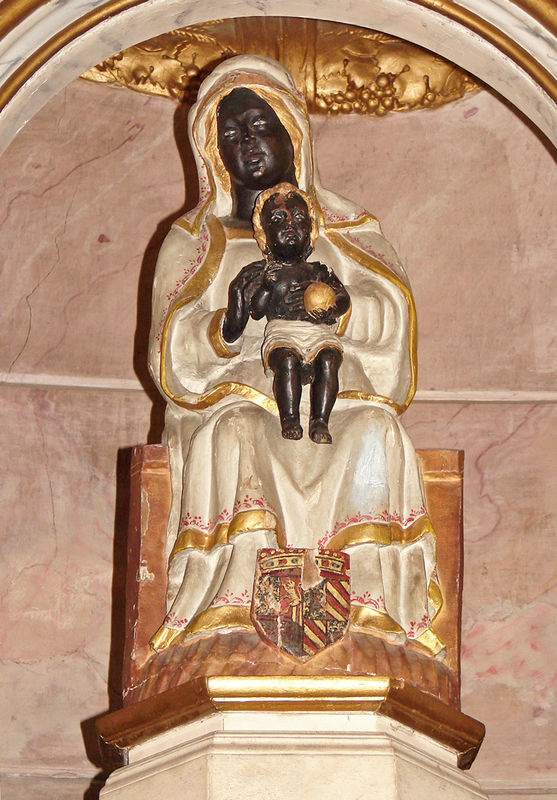
La vierge d'Ay

La madone de Notre-Dame d’Ay serait plus ancienne que les vierges noires de la basilique de Fourvière à Lyon et du Puy-en-Velay (1254), même si leur provenance est identique.
L’actuelle vierge noire d’Ay, aurait été offerte par la famille de Tournon pour remplacer celle ramenée de Syrie par leur ancêtre Odon. Sur le socle apparaissent ses armoiries.
En 1835, la statue fut envoyée quelques mois en réparation à Lyon puis réinstallée, le 7 septembre 1836. Il s’agit d’une statue en bois de chêne, haute de 75 centimètres. La Vierge porte une robe aux plis blancs et un riche manteau doublé de bleu et bordé de dessins rouges. L’Enfant Jésus est tenu sur le genou gauche de sa mère. Il porte un globe dans sa main gauche et bénit les fidèles de la main droite. Les cheveux sont dorés alors que les visages et les mains sont noirs. 
Lors des pèlerinages et des cérémonies importantes, un large manteau blanc rehaussé de riches motifs dorés recouvre les épaules des deux personnages, alors couronnés. Ces derniers éléments datent de 1890. Ils sont dus à la générosité de la veuve de Joseph Seguin, sans doute architecte annonéen.
Dans le parc se trouvent divers éléments sculptés qui ont fait l’objet d’une présentation dans une autre partie de l’article.

#### Chemin de croix
Le Chemin de Croix rappelle différents épisodes en quatorze stations du premier vendredi saint : la Passion du Christ. Deux chemins de croix se trouvent dans le sanctuaire : l’un à l’intérieur de la chapelle et l’autre serpentant à travers le parc.

#### Ancienne chaire
À l’intérieur de la chapelle, la chaire, aujourd'hui inutilisée, est conservée à son emplacement d'origine comme élément décoratif.

### Vitraux
Les vitraux du chœur représentent :
- La bergère sauvée par Marie, rappelant une légende expliquant l’étymologie d’Ay
- Jean-François-Régis priant Notre-Dame d'Ay.

Une rosace de facture moderne est installée au-dessus de l’entrée principale.

### Cloches
Le carillon est composé de dix cloches qui assurent ici les sonneries civiles (heures) et religieuses. L’une des cloches porte en effigies : Notre-Dame de Fourvière, Notre-Dame du Puy et Notre-Dame d'Ay rappelant les liens qui unissent ces trois sanctuaires. Les heures sont marquées par la mélodie du refrain du cantique « Toi Notre-Dame » dont la musique est signée Michel Wackenheim.

## Chronologie des «chapelains de Notre-Dame d’Ay» depuis laRévolution française

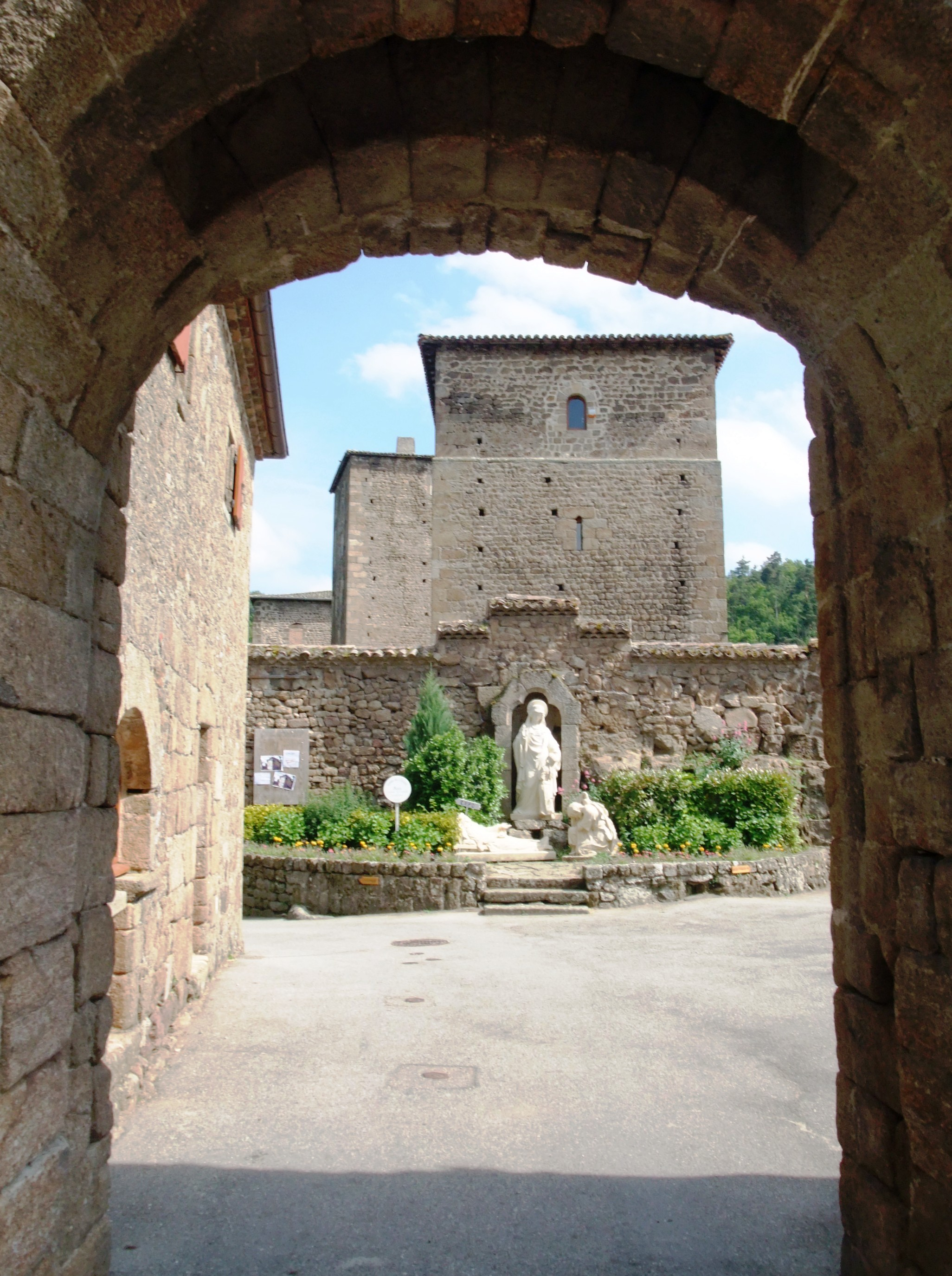
L'entrée du sanctuaire.

### 1797 - 1809
Le Père Joseph Laurent (1749 - 1809) s'est chargé de la desserte de la chapelle.

### 1809 - 1836
Le curé de la paroisse de Saint-Romain-d'Ay à la charge du sanctuaire.

### 1836 – 1954
Le chapelain est choisi parmi les prêtres de la Compagnie de Jésus en résidence à Ay.

### 1954 – 1994
Le curé de la paroisse de Saint-Romain-d'Ay à la charge du sanctuaire et porte aussi le titre de « chapelain de Notre-Dame d'Ay ».

### 1994 – 2003
Une équipe presbytérale dont les membres sont « curés in solidum » (responsables solidairement) a la charge de l’ensemble des paroisses catholiques du canton de Satillieu et de celle de Lafarre (Ensemble Inter Paroissial de Satillieu). Le curé-modérateur de l’Ensemble Inter Paroissial de Satillieu porte la charge du sanctuaire en étant titré aussi « chapelain de Notre-Dame d'Ay ».

### Depuis 2003
Avec la création de la paroisse Saint-François Régis (Ay, Daronne) dont le territoire comprend les cantons de Satillieu et de Saint-Félicien à l’exception d’Arlebosc, soit les vallées de l’Ay et de la Daronne, une Équipe d’Animation Pastorale (E.A.P.) composée de laïcs en mission et de prêtres nommés « curés in solidum » à la charge de la paroisse nouvelle. Le curé-modérateur de la paroisse est responsable du sanctuaire en étant titré « chapelain de Notre-Dame d’Ay ».

## Personnalités liées au sanctuaire
D'illustres personnages sont venus à Ay comme simples pèlerins. Parmi eux : 
- saint Jean-François Régis ;
- saint Jean-Marie Vianney, curé d'Ars ;
- sainte Thérèse Couderc ;
- Le père Pierre Teilhard de Chardin.
- Les évêques de Viviers comme : 
  - Abbon-Pierre-François Bonnel de la Brageresse ;
  - Joseph Hippolyte Guibert, qui deviendra cardinal - archevêque de Paris;
  - Joseph-Michel-Frédéric Bonnet ;
  - Jean Hermil ;
  - Jean Bonfils ;
  - François Blondel;
  - Jean-Louis Balsa.

D’autres personnalités encore : 
- Charles François d'Aviau du Bois de Sanzay, administrateur du diocèse de Viviers et qui deviendra archevêque de Bordeaux ;
- Louis-Joseph-Marie-Ange Vigne, archevêque d'Avignon ;
- Mathieu Victor Balaïn, évêque de Nice et qui deviendra archevêque d’Auch ;
- Joseph Bourret, évêque de Rodez ;
- Anatole de Cabrières, évêque de Montpellier ;
- Charles Cotton, évêque de Valence.
- César-Joseph Marpot, évêque de Saint-Claude ;

## Culture

### Expositions
« Les amis de Notre-Dame d'Ay » proposent plusieurs fois dans l'année des expositions de peintures, sculptures, photographies dans les salles du château d’Ay… Comme en 2018, l'exposition « Visage : reflet de l'homme, reflet du Christ » (B. Calendrier, S. Favreau, A. Piquet et W. Veit)... organisée dans le cadre du festival diocésain Foi & Culture « Visages, reflet de l’homme, reflet de Dieu » en association avec l'exposition de l'église Saint-Joseph d'Annonay (septembre).

### Tournage
Mélancolie ouvrière, téléfilm français réalisé par Gérard Mordillat, qui a été diffusé le 24 août 2018 sur Arte a été partiellement tourné sur le site.